# Gephyromantis tschenki
A Gephyromantis tschenki   a kétéltűek (Amphibia) osztályába és  a békák (Anura) rendjébe aranybékafélék (Mantellidae) családjába tartozó faj. 

## Előfordulása
Madagaszkár endemikus faja. A sziget délkeleti részén, a Ranomafana Nemzeti Parkban, 600–1200 m-es tengerszint feletti magasságban, érintetlen esőerdőkben honos.

## Nevének eredete
Nevét Michael Tschenk tiszteletére kapta, aki a Biopat projekten keresztül a kutatást és a természetvédelmet támogatta.

## Megjelenése
Közepes méretű Gephyromantis faj. Testhossza 35–36 mm. Morfológiailag és színét tekintve nagyon hasonlít a Gephyromantis cornutus fajra. Szemei között jól kivehető, kis méretű dudorok találhatók. A hímeknek kettős, szürkés színű hanghólyagjuk van.

## Természetvédelmi helyzete
A vörös lista a nem fenyegetett fajok között tartja nyilván. Egy védett területen, a Ranomafana Nemzeti Park ban található meg. Élőhelye folyamatosan csökken a mezőgazdaság, a fakitermelés, a szénégetés, az inváziv eukaliptuszfajok, a legeltetés és a települések terjeszkedése következtében.